# 알렉산더 포프

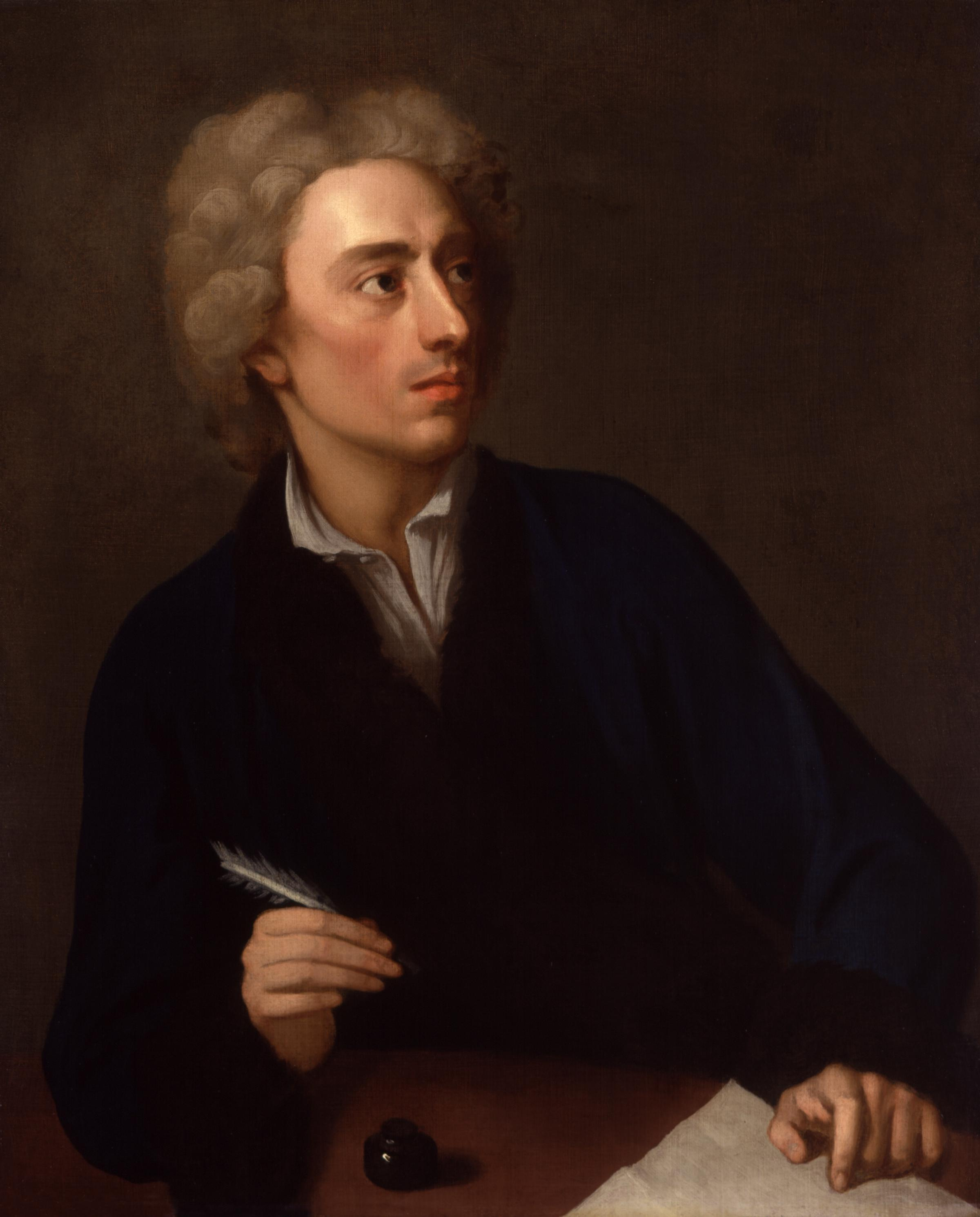
알렉산더 포프

알렉산더 포프(Alexander Pope, 1688년 5월 21일 ~ 1744년 5월 30일)는 영국의 시인이다.

## 생애
런던에서 출생, 12살에 척추결핵에 걸려 불구의 몸이 되었다. 아버지가 가톨릭 교도였기 때문에 정규학교에서 배우지 못하여 독학으로 고금의 시인을 탐독하고 특히 드라이든의 시풍을 경모하였으며 더 나아가 대성하여 영국 고전주의의 대표적 시인이 되었다.
고전 취미의 《전원시》(Pastorals, 1709)와 운문으로 쓴 《비평론》(An Essay on Criticism, 1711)으로 시단에서 인정을 받았다. 후자는 20세경의 작품이지만 원숙기에 발표한 <인간론>(Essay on Man, 1732-1734)과 더불어 명언과 좋은 말이 풍부하여 셰익스피어, 밀턴에 이어서 가장 빈번하게 인용되는 격언적 시구를 포함하고 있다. 당시 대륙에서 유행하고 있던 모의(模擬) 영웅시라 하는 희시 《머리채 겁탈》(The Rape of the Lock, 1712) 및 《우졸우인전》(The Dunciad, 1728년)이 그의 걸작이다. 특히 전자는 경묘한 기지와 세련된 공상으로 사람을 매혹케 한다.
명번역으로 이름이 높은 호메로스의 《일리아스》(Iliad)와 《오디세이아》(Odyssey)는 원작이 지닌 야성적이고, 소박함을 줄이고, 궁정시인의 작품인 것과 같은 느낌을 주지만 경제적인 면에서는 큰 성공을 거두었다. 만년에는 호라티우스적인 풍자시와 서간시(書簡詩)를 주로 써서 예리하게 인생을 비평하고 시작(詩作)기교의 오묘함이 최고에 이르렀다.

## 작품

### 주요 작품
- 1709년: Pastorals
- 1711년: An Essay on Criticism[1]
- 1712년: The Rape of the Lock (enlarged in 1714)[1]
- 1713년: Windsor Forest[1]
- 1715년–1720년: 번역 일리어드[1]
- 1717년: Eloisa to Abelard[1]
- 1717 – Three Hours After Marriage, 공동저서
- 1717년: Elegy to the Memory of an Unfortunate Lady[1]
- 1723년–1725년: The Works of Shakespear, in Six Volumes
- 1725년–1726년: 번역 오딧세이[1]
- 1727년: Peri Bathous, Or the Art of Sinking in Poetry
- 1728년: The Dunciad[1]
- 1733년–1734년: Essay on Man[1]
- 1735년: The Prologue to the Satires (Epistle to Dr Arbuthnot과 Who breaks a butterfly upon a wheel? 참조)

### 기타 작품
- 1700년: Ode on Solitude

### 관련 출판물
- 알렉산더 포프의 작품 vol 3 vol 3 v 9 of 10 v 6 of 8

## 같이 보기
- 영국 문학